# Vest o jednoj otmici
Vest o jednoj otmici (šp. Noticia de un secuestro) je narativni roman Gabrijela Garsije Markesa koje se tiče stvarnih događaja vezanih za kolumbijski narkoterorizam i otmice istaknutih ličnosti kolumbijskog javnog života. Objavljeno je 1996.